# Skalne cerkwie w Iwanowie
Skalne cerkwie w Iwanowie (buł. Ивановски скални църкви (Iwanowski skałni cyrkwi)) – zespół wykutych w skale monolitycznych kościołów, kaplic i klasztorów położonych w pobliżu wsi Iwanowo, 20 km na południe od miasta Ruse. W 1979 zespół został wpisany na listę światowego dziedzictwa UNESCO.
Obiekty sakralne wykute zostały w skałach tworzących wysoki brzeg rzeki Rusenski Łom, 32 metry ponad poziomem rzeki. W ich wnętrzu w dobrym stanie zachowały się średniowieczne freski pokrywające ściany i sklepienia. Freski z Iwanowa, podobnie jak malowidła w cerkwi Bojańskiej i monastyrze Zemen, stanowią apogeum bułgarskiego malowidła sakralnego.

## Historia
Monastyr Archanioła Michała został wykuty w wapiennej skale w latach 1218–1235 na polecenie Joachima, późniejszego patriarchy Bułgarii. Cerkiew Przemienienia Pańskiego została wykuta jeszcze przed powstaniem klasztoru, po powrocie Joachima z góry Athos i osiedleniu się mnicha nad brzegiem Rusenskiego Łomu, dopływu Dunaju.
Carowie Bułgarii Iwan Aleksander i Iwan Asen II składali dary ze złota na rzecz kompleksu klasztornego, co upamiętniają umieszczone na ścianach kilku cerkwi malowidła przedstawiające darczyńców.
W ciągu czterech stuleci do klasztoru Archanioła Michała dobudowano liczne kaplice, cerkwie i cele dla mnichów. W apogeum rozwoju w Iwanowie istniało około 40 skalnych cerkwi oraz około 300 innych budowli sakralnych. W czasach późnego średniowiecza zespół klasztorny św. Joachima został podniesiony do rangi patriarchatu i stał się w XIV wieku ważnym najważniejszym w Bułgarii ośrodkiem rozwoju hezychazmu. Podstawą tej doktryny religijnej było wyrzeczenie się przez człowieka wszelkich namiętności dla pełnego zjednoczenia z Bogiem. Klasztor utrzymywał bliskie kontakty z bułgarską stolicą w Weliko Tyrnowo. Podbój Bułgarii przez Imperium Osmańskie nie spowodował natychmiastowego upadku monastyru, ale przyczynił się do stopniowego spadku jego znaczenia.
Jaskinie były zamieszkane przez mnichów do XVII wieku. Od tego czasu liczne freski pokrywające skalne ściany zostały zniszczone na skutek erozyjnego działania rzeki, a także najazdów Turków osmańskich w czasie okupacji kraju.

## Zachowane kościoły
Zespół skalnych cerkwi w Iwanowie zawdzięcza swoją sławę XIII-wiecznym freskom, które zachowały się w 5 kościołach i stanowią cenny przykład bułgarskiej sztuki średniowiecznej. Najstarsze jaskinie mieszczą się na prawym brzegu rzeki i wraz z siedmioma cerkwiami tworzą pierwotny zespół monastyru Archanioła Michała. Jego centrum stanowi Zatrupanata crkwa („Zasypana cerkiew”) o idealnie wygładzonych ścianach. Na jednej ze ścian widnieje wizerunek cara Iwana Asena II, którego hojności monastyr zawdzięczał swe powstanie.
Najlepiej zachowaną cerkwią jest świątynia Bogurodzicy, dawne baptysterium, położona po wschodniej stronie ławry. Jej ściany i sufit ozdobiono scenami Męki Chrystusa. Freski przedstawiają Wjazd do Jerozolimy, Ostatnią Wieczerzę, Zdradę i powieszenie się Judasza, Zaparcie się św. Piotra oraz Chrystusa przed Piłatem. Są jednym z najcenniejszych przykładów sztuki z okresu Paleologów.
Najpóźniejsze freski z XIV wieku znajdują się w Saborenata crkwa („Zrujnowanej cerkwi”). Przedstawiają postać św. Teodory, patronki kościoła, pierwszej żony Iwana Aleksandra, która ufundowała wiele klasztorów i sama została zakonnicą.
Na ścianach skalnych cerkwi zachowały się również liczne inskrypcje, z których najlepiej znana jest inskrypcja mnicha Ivo Gramatika z lat 1308–1309.

## Zdjęcia

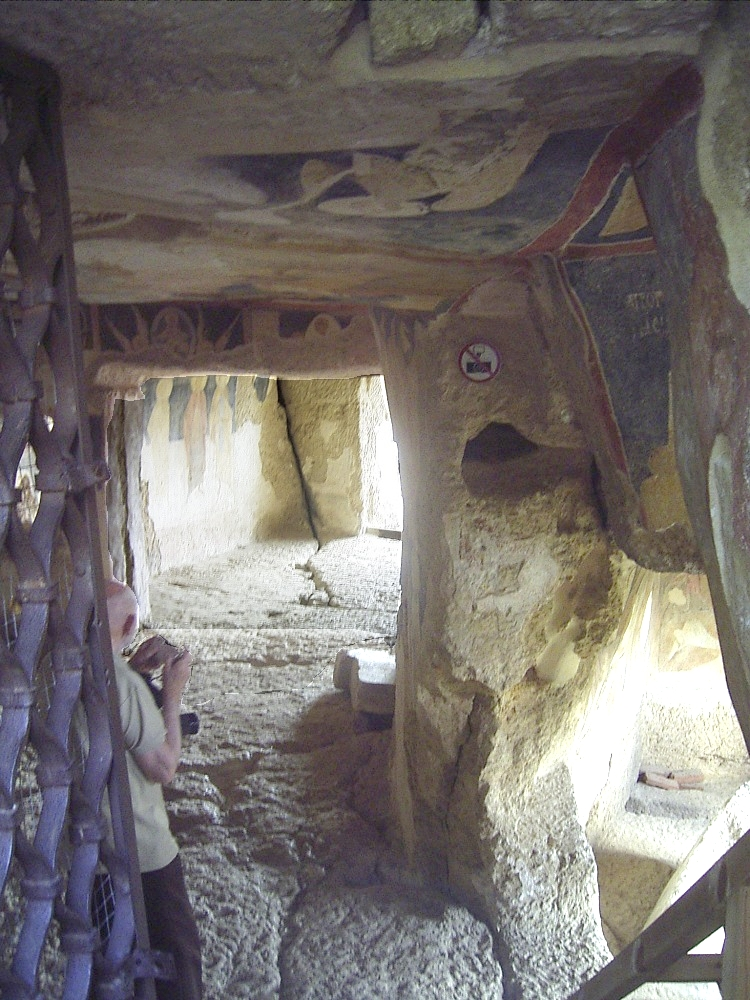
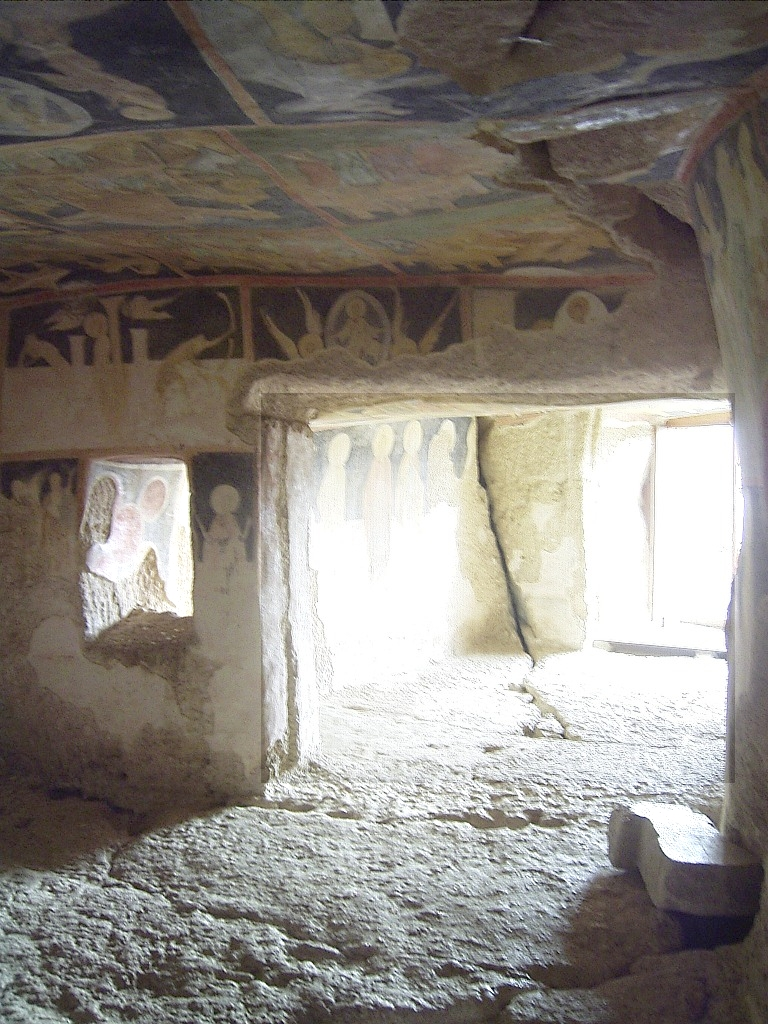
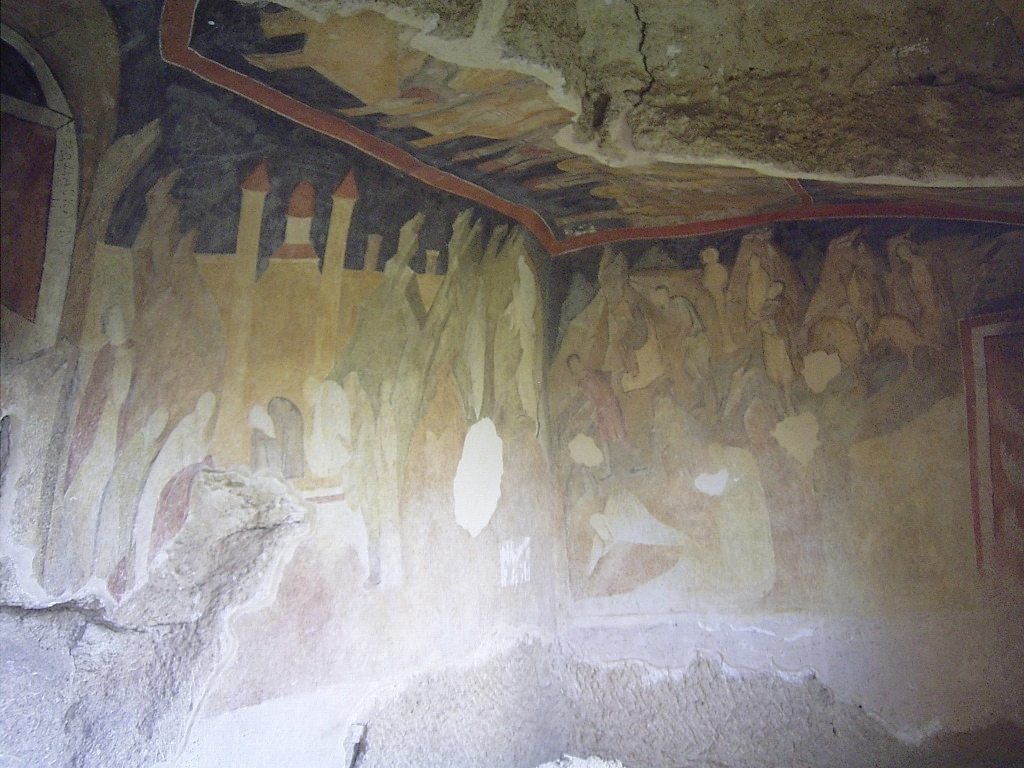
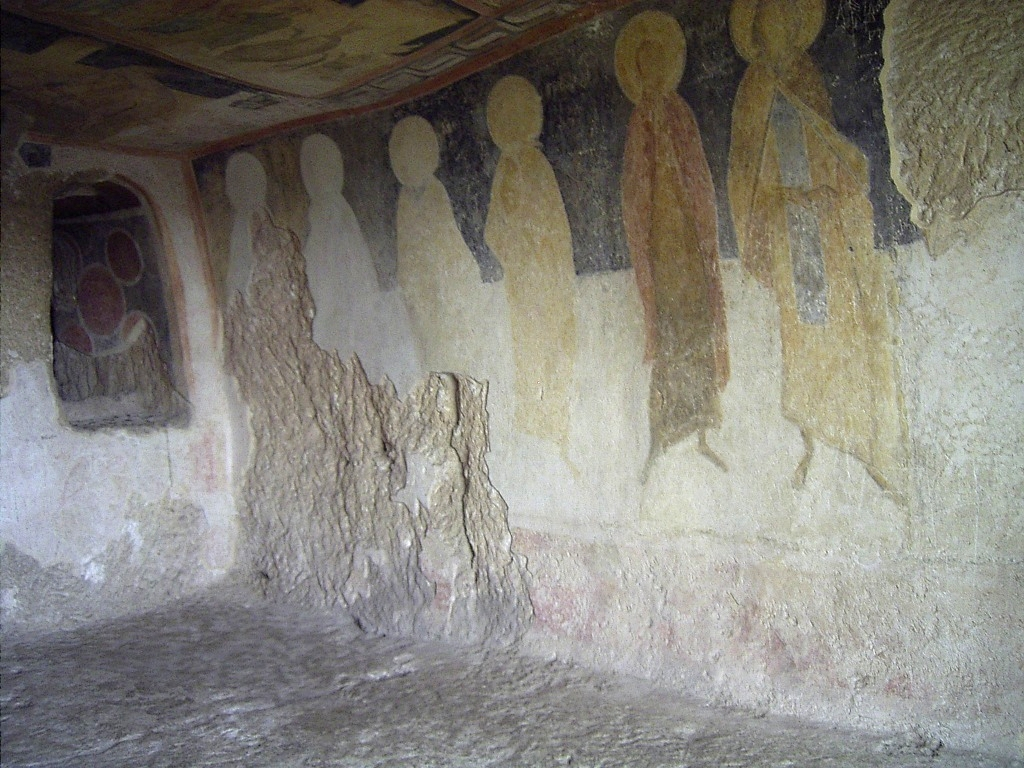
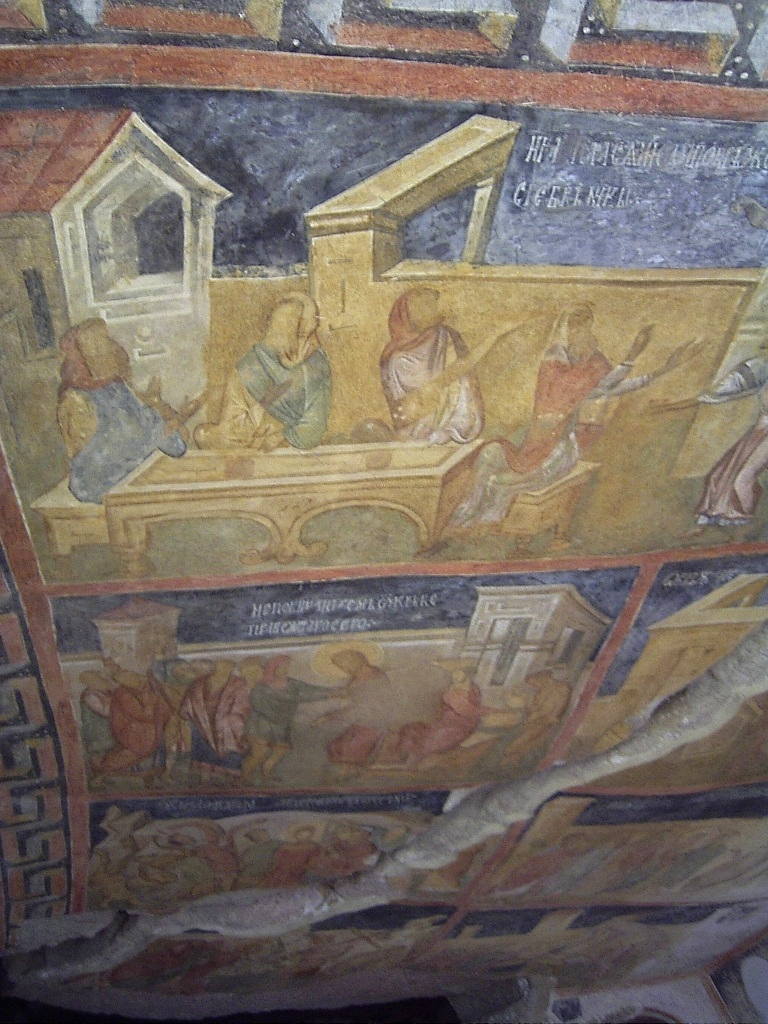
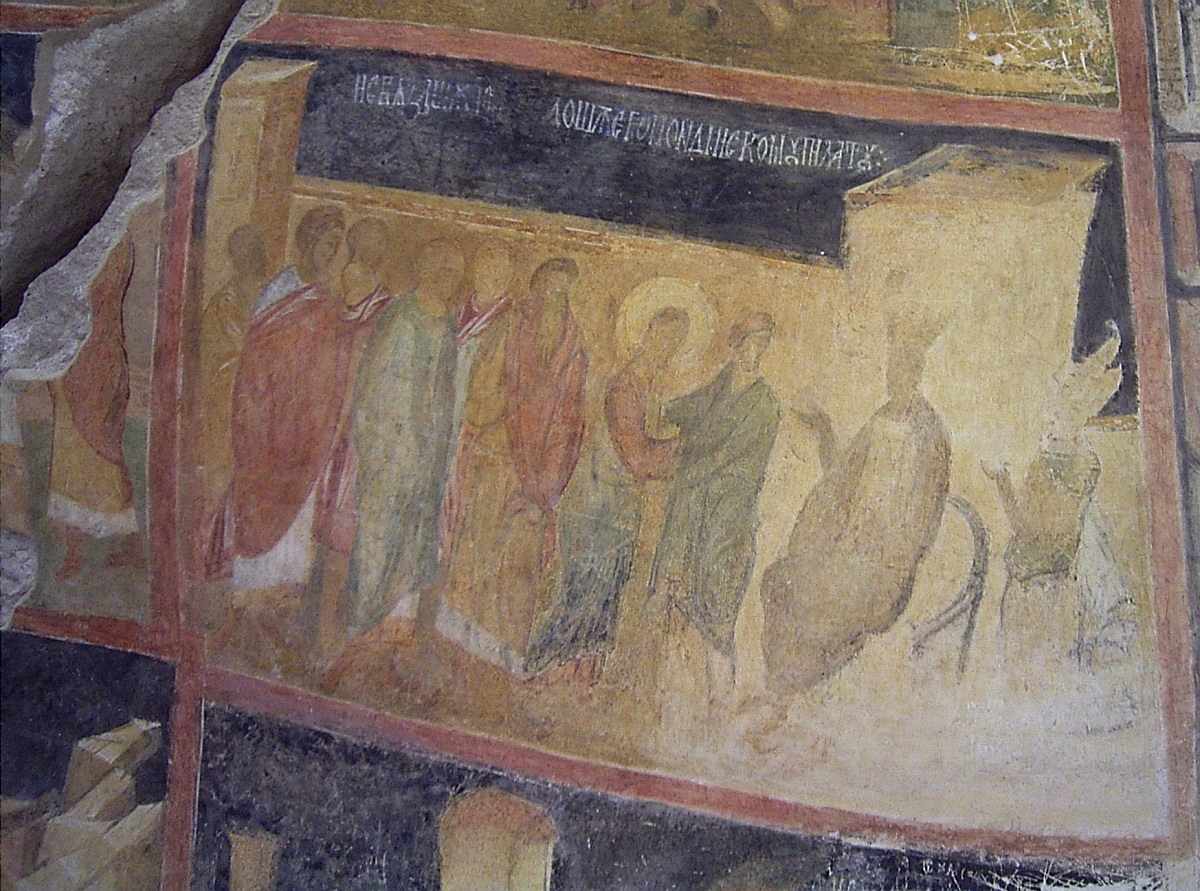